# 次の御用日
『次の御用日』（つぎのごようび）は上方落語の演目。東京落語でも『しゃっくり政談』（しゃっくりせいだん）あるいは『しゃっくり裁判』（しゃっくりさいばん）という題で演じられる。
性別・年齢・身分がさまざまなキャラクターが登場し、独特の奇声（後述）を連発するのが特徴の滑稽噺で、演者には強靭な発声技能が求められる。
同演目を得意ネタとした演者に、上方の6代目笑福亭松鶴、2代目桂枝雀、3代目笑福亭仁鶴らが知られる。

## あらすじ
安堂寺町の商家「堅気屋」に奉公している丁稚・常吉は昼食中、主人の佐兵衛に「娘のお糸が縫い物の稽古に行くさかい、供をしてくれ」と頼まれる。常吉は不平を言うが、「お糸が常吉を連れたい、と言うとる」と聞くなり嬉しがり、食事を中断して外出する。
常吉とお糸のふたりは、通称「住友の浜（※住友グループのルーツ・住友銅吹所および、それの移転後は住友家の邸宅があったためこう呼ばれた)）」と呼ばれる長堀川の川岸にさしかかる。住友の浜のあたりは日中でも人通りが少なく、ふたりにとっては心細い場所であった。ふたりは薄気味悪さを感じながら早足で通り過ぎようとする。そこへ、向こうから大男が歩いてくる。常吉は、「怖い」と言って引き返したがるお糸を天水桶の陰に隠れさせ、その上に覆いかぶさって男をやり過ごそうと試みる。
大男の正体は、堅気屋の持つ借家に住む纏持ちの天王寺屋藤吉（てんのうじや とうきち）であった。暑いので着ていた法被を頭の上にかざして日除けにして歩いていたのが、女子供の目には大男に見えたのだった。顔見知りである家主の娘と丁稚に気づき、さらに自分の格好を怖がっていることをさとった藤吉は面白がって、そのままふたりに近づくなり、法被を覆い被せて「××!!」と奇声を浴びせかける（演者の多くはこの奇声を、のどを締め、息を吐かずに最高声域で「エャッ」と絶叫するような要領で演じる）。お糸はショックのあまり、その場で気を失って倒れてしまう。常吉は大慌てで店に戻り、店の者に事情を説明する。店の者は倒れたままのお糸を抱きかかえて連れ帰る。
その後、お糸は介抱の甲斐あって目を覚ましたが、健忘にかかってしまう。怒り狂った主人は、西の御番所へ訴えを出す。西町奉行は、見たこともない訴状の内容に困惑するが、関係者を奉行所に呼び、各人の話を問いただすことに決める。主人、常吉、藤吉はお白洲に居並ぶ。
奉行はまず、証人・常吉に対し、「『先月13日、娘・糸……こうべ（＝頭）の上にてアッと申した』とはどういう意味か?」と尋問する。常吉は「『アッ』やおまへん、『××!!（前述の奇声。以下記述を統一）』です」と証言する。次に奉行は、被告・藤吉に対し、「先月13日、糸のこうべ（＝頭）の上にて……××!!と申したであろう?」と尋問する。藤吉は「とおやん（＝商家のひとり娘をさす船場言葉）のこうべの上で××!!と申したもんなら『××!!と申した』と申しますが、××!!と申さんものは『××!!と申さん』と申すより、いたしかたございません」と言ってとぼける。
「おのれ、××!!と申しておきながら××!!と申さぬなどとは不届きな。××!!と申したものなら××!!と申したと申してしまえ!」「いかほど申されても、わたくし××!!と申したもんなら『××!!と申した』と申しますが××!!と申さんものは『××!!と申さん』と申すよりいたしかたございません」「おのれ……××!!と申しておきながら××!!××!!××!!××!!」奉行はとうとう普段の声が出せなくなり（あるいは、奇声によく似たしゃっくりが止まらなくなり）、
「……一同、次の御用日を待て」

## バリエーション
2代目桂枝雀は、奉行が奇声の連発にふと照れを感じてしまい、「本日の裁きはなかったことにしてくれ」と言う、という落ち（サゲ）で演じた。
笑福亭鶴志は、奇声を俗語の絶叫に変えた改作『お目こぼし奉行』を演じた。